# 長體伴麗魚
長體伴麗魚，為輻鰭魚綱鱸形目隆頭魚亞目慈鯛科的其中一種，分布於非洲幾內亞至安哥拉的淡水流域，本魚體橄欖綠，體側具5條深色垂直條紋，但老雄魚條紋較不明顯，其最大特徵是鰓蓋上具一個紫紅色斑點，背鰭硬棘13-15枚;背鰭軟條11-12枚;臀鰭硬棘3枚;臀鰭軟條8-10枚，體長可達18.7公分，棲息在中底層水域，屬肉食性，以魚類、甲殼類、水生昆蟲等為食，具有侵略性，成魚會保護巢及仔魚，可作為觀賞魚及食用魚。

## 擴展閱讀
維基物種上的相關：長體伴麗魚